# Ernst Wolter
Ernst Wolter (* 9. Oktober 1886 in Puttball; † 11. Juni 1967 bei Riebau) war ein Todesopfer an der innerdeutschen Grenze.

## Tod an der Grenze
Der in Bockleben lebende Ernst Wolter überquerte vermutlich auf der Suche nach Kühen am Morgen des 11. Juni 1967 von Westen her kommend die Grenze und trat gegen 6:05 Uhr auf eine Personen-Mine, die ihm das linke Bein unterhalb des Knies wegriss und das rechte Bein unterhalb des Knies zerschmetterte. Er konnte zunächst von den herbeigeeilten DDR-Grenzsoldaten nicht geborgen werden, da diesen die exakte Lage der Minen nicht bekannt war. Ernst Wolter gab gegen 8:25 Uhr die letzten Lebenszeichen von sich und wurde dann tot geborgen.
Ernst Wolter war mit 80 Jahren vermutlich die älteste Person, die an der innerdeutschen Grenze getötet wurde.